# Collfred (Vidrà)
Collfred és un llogarret del municipi de Vidrà (Osona), situat al vessant meridional de la serra de Santa Magdalena, al nord-est del poble de Ciuret. Es troba dins de la conca del Fluvià.
El nucli del llogarret està compost per dues cases, la Casanova i la Casavella, i l'antiga parròquia incloïa també les masies dels Plans i del Reig.
Collfred és esmentat per primera vegada l'any 954, en una donació de les cases de Collfred a l'abadia de Santa Maria de la Grassa. L'església de Sant Antoni de Collfred fou consagrada el 1100 i era sufragània de Santa Maria de Riudaura. Va ser parròquia independent entre els segles XV i XVI, i posteriorment reintegrada a la parròquia de Santa Maria de Riudaura. L'edifici de l'església actualment està enrunat.